# 자이케즈카촌
자이케즈카촌(在家塚村)은 야마나시현 나카코마군에 있던 촌이다. 현재의 미나미알프스시에 해당한다.

## 역사
- 1889년 7월 1일 - 정촌제 시행에 의해, 근세이후의 자이케즈카촌이 단독으로 지자체를 형성하였다.
- 1951년 7월 1일 - 이노촌과 합병해 고마정이 성립하여, 동일 자이케즈카촌은 폐지되었다.

## 교통

### 철도
- 야마나시 교통
  - 전차선

### 도로
- 후지강 도보 (현 국도 제52호선)

## 참고문헌
- 角川日本地名大辞典 19 山梨県